# 福田兼明
福田 兼明（ふくだ かねあき、貞享5年/元禄元年（1688年） - 元文2年3月28日（1737年4月27日））は、肥前国大村藩士。通称は長兵衛。妻は甲斐国徳美藩主・伊丹勝守の娘。

## 生涯
平包盛を祖とする肥前国の豪族・福田氏の末裔。先祖の福田忠兼らは、戦国時代から大村氏の重臣として活動。また、大村氏と姻戚関係を結び、長崎氏らとともに大村氏の中枢を担った。
江戸時代に入ると、福田氏はそのまま大村藩士となり、要職を務めた。福田兼明自身は500石を給され、馬廻役を勤めた。当時の大村藩主・大村純長は伊丹氏からの養子であった。重用されていた兼明は、その縁もあって甲斐国徳美藩主・伊丹勝守の娘（純長の甥の娘）を妻に迎えた。
内政においては先祖代々の領地であった福田村（現在の長崎市北部）の発展に尽力。元文元年（1736年）、田子島から崎山の間に防潮石垣を築き、松を植えて防風林とし、高波の被害を度々受ける福田村を守った（福田千本松原）。しかし、翌年、天然痘に倒れ死去した。
村人達はその死を悼み、領内の大浦郷江川内に埋葬した。その福田兼明の墓所は後々まで「旦那墓」と呼ばれ、兼明は“福田だんなん”と呼ばれて慕われた。
戒名は能持院宗是日継居士。

## 参考資料
- 長崎市立博物館「長崎学ハンドブックIV 長崎の史跡（墓地・墓碑）」2005年刊